# Erwan Chuberre
Erwan Chuberre, né le 9 mars 1971 à Landau en Allemagne et mort le 25 août 2014 des suites d'un cancer, est un romancier et auteur de biographies de stars.

## Formation
Après des études en Lettres modernes à Orléans, il intègre une troupe de théâtre amateur, puis plus tard étudiera au cours Florent.

## Les débuts
Erwan Chuberre déclare « Adolescent, mon rêve n’était pas d’être millionnaire ou vétérinaire, mais c’était juste que Mylène Farmer vienne me chercher à la sortie de mon collège, rien que pour voir la tête des autres que je saoulais avec elle... ».
Erwan Chuberre commence par écrire ses premiers textes La Folle de Louis II, Le Retour d'Antigone, pièces de théâtre qui restent inachevées lorsqu'il part faire son service militaire à La Réunion pour dix mois, où il exerce les fonctions d'adjoint aux relations publiques des Forces Armées de la zone sud de l'Océan Indien. Il anime ensuite l'émission Le show des Barjots sur la chaîne de radio musicale Fun Radio Réunion.

## L'écriture

### Premiers romans
Il publie son premier roman en 2004 Vierge ascendant désordres et Le rôle de ma vie puis Les lèvres de Sylvie Vartan.

### Biographies de stars
Erwan Chuberre est alors l'un des rédacteurs de IAO, un magazine consacré à Mylène Farmer qu'il admire depuis ses débuts. Il écrit alors sa première biographie Mylène Farmer, phénoménale.
À la sortie du roman Sainte Mylène, priez pour moi, il travaille à plusieurs projets dont Mylène Farmer l'Intégrale qui paraîtra fin 2007. Il rejoint ensuite les éditions Alphée.
Il publie ensuite Madonna absolument en 2008. C'est le départ de la rédaction de nombreuses biographies : Britney toujours vivante (2008), Lorie entre ange et glamour (2009), Mylène Farmer, des mots sur nos désirs (2009), Vanessa Paradis (2009). 
Certains artistes collaborent indirectement à ses livres : non officielles, ses biographies sont néanmoins validées. Ainsi Isabelle Adjani a-t-elle autorisé l'édition de La légende Adjani et Arielle Dombasle a-t-elle choisi la couverture de Et Dieu créa Arielle Dombasle.
En 2009, il publie un nouveau roman Sexe, Gloire et Bistouri.
Par ailleurs, il anime l'émission Diva sur Canapé sur la chaîne de télévision « Public G tv », chaîne à destination d'un public gay et lesbien où il reçoit de nombreux artistes.
En 2010, il publie Lady Gaga, une diva venue d'ailleurs, première biographie française de la jeune star, ainsi que la biographie d'Arielle Dombasle. Il met ensuite à jour la biographie de Madonna Madonna Style qui avait été écrite par Carole Clerk avant sa mort, puis rédige la biographie d'Isabelle Adjani et enfin Olivia Ruiz, la diva aux pieds nus.
En 2011, il réactualise L'intégrale Mylène Farmer et publie son dernier roman Sur mes lèvres, Mylène Farmer, puis L'Intégrale Lady Gaga et Katy Perry, une princesse californienne, première biographie française de la star.
En parallèle de ces activités, Erwan Chuberre a monté en 2009 une structure d'attaché de presse afin de se charger des relations presse des artistes qu'il admire. Il est également l'attaché de presse du cabaret parisien Artishow, il en a écrit l'histoire « Artishow, Entre rêves et passion » en 2010 avant d'y fêter ses quarante ans en 2011.
Son dernier roman, Dans la peau de Lady Gaga, est sorti en 2011.
En 2012, il écrit deux biographies, une consacrée aux Black Eyed Peas et une autre à Shy'm et un récit autobiographique, Cancer, ce n'était pourtant pas mon signe astrologique. Après avoir travaillé sur sa première pièce Le Rôle de ma vie, une nouvelle biographie sur Vanessa Paradis sort en 2013 (Editions Didier Carpentier). La pièce du Rôle de ma vie est joué au Théâtre Clavel. Cette pièce produite par l'auteur et par le peintre Frantz Chuberre Saunier via leur structure Erwan & Frantz.

## Militant gay
Acteur de la vie LGBT, il publie en 2010 Le guide pratique du couple gay, guide qui - dans sa version américaine - venait d'avoir un grand succès.

## Publications
- Le Rôle de ma vie, Cylibris, 2004.
- Les Lèvres de Sylvie Vartan, Éditions Mic Mac, 2004
- Mylène Farmer phénoménale, City Édition, 2005
- Vierge ascendant désordres, Éditions Éditeur Indépendant, 2006
- Sainte Mylène, priez pour moi !, Éditeur Indépendant, 2007
- Mylène Farmer : L’intégrale, City Édition, 2007
- Madonna, absolument !, Éditions Alphée, 2008
- Mylène Farmer phénoménale, City Poche, 2008
- Britney Toujours Vivante, Éditions Alphée, 2008
- Lorie, entre Ange et Glamour, Éditions Alphée, 2009
- Sexe, gloire et bistouri, Éditions Gaies et Lesbiennes, 2009
- Mylène Farmer, des mots sur nos désirs, Éditions Alphée 2009
- Vanessa Paradis, Éditions Alphée 2009
- Et Dieu créa Arielle Dombasle, Éditions Alphée, 2010
- Lady Gaga, une diva venue d’ailleurs, Éditions Alphée, 2010
- Madonna Style, Éditions Premium, 2010
- Artishow : entre rêves et passion, Éditions Artishow, 2010
- La Légende Adjani, Éditions Cogito, 2010
- Le Guide pratique du couple gay, Éditions Grimal, 2011
- Olivia Ruiz, la diva aux pieds nus, Éditions des Étoiles, 2011
- Sur mes lèvres, Mylène Farmer, Éditions Grimal, 2011
- Katy Perry, une princesse californienne, Édition des Étoiles, 2011
- L’Intégrale Lady Gaga, City Édition, 2011
- Dans la peau de Lady Gaga, Éditions Grimal, 2011
- Black Eyed Peas, Éditions des Etoiles, 2012
- Il était une fois... Shy'm, Éditions Grimal, 2012
- Cancer, ce n'était pourtant pas mon signe astologique, Éditions Grimal, 2012
- Vanessa Paradis, la vague à l'âme, Editions Didier Carpentier, 2013
- Le Rôle de ma Vie, Erwan & Frantz, 2013

## Traductions - adaptations
- Lady Gaga, une extra diva, Hugh Fielder, Elcy, 2012
- Katy Perry, Rebelle et rêveuse, Alice Hudson, Elcy 2012
- Justin Bieber, Le prince de la pop, Nadia Cohen, Elcy 2012
- Rihanna, La nouvelle diva du R&b, Michael Heatley et Graham Betts, Elcy 2012